# Laura Smulders
Laura Smulders (ur. 9 grudnia 1993 w Nijmegen) – holenderska kolarka BMX, czterokrotna medalistka mistrzostw świata i brązowa medalistka olimpijska.

## Kariera
Największy sukces w karierze Laura Smulders osiągnęła w 2012 roku, kiedy zdobyła brązowy medal w wyścigu BMX podczas igrzysk olimpijskich Londynie. W zawodach tych wyprzedziły ją jedynie Kolumbijka Mariana Pajón oraz Sarah Walker z Nowej Zelandii. W tym samym roku wzięła także udział w mistrzostwach świata w Birmingham, gdzie w wyścigu BMX zajęła trzynaste miejsce. Rok wcześniej była ósma w tej samej konkurencji w kategorii juniorów.